# Heinrich von Hess
Heinrich Hermann Joseph baron de Hess, en allemand Heinrich von Heß, né le 17 mars 1788 et mort le 13 avril 1870, à Vienne, est un feld-maréchal autrichien.

## Biographie
Hess entra en 1805 dans l'armée autrichienne et fut rapidement affecté au Generalquartiermeister (« quartier-maître général »), qui l'employa à des travaux de trigonométrie. Après s'être distingué comme lieutenant à Aspern et Wagram, il y retourna comme capitaine. Après le traité de paix de 1814, il fut envoyé au Piémont chargé de différentes missions, puis promu major durant la reprise des pourparlers de paix de 1815 (après les cent jours) et introduit au quartier général du prince Schwarzenberg.
En 1814, nommé gouverneur général de l'Alsace, il établit son état-major à Colmar.
Il servit ultérieurement deux ans comme second du commissaire militaire au Piémont.
Après que Joseph Radetzky reçu le commandement en Italie, il appela Hess à ses côtés à la tête de l'état-major. Hess conçut sur les indications de Radetzky une nouvelle technique de manœuvre pour l'infanterie, la cavalerie et l'artillerie. Elle se révéla par la suite excellente.
Hess devint général de brigade en Moravie en 1834, puis chef d'état-major en 1840.
Il obtint en 1842 la direction du 49e régiment d'infanterie autrichien, qui devait plus tard porter son nom.
Il fut enfin nommé maréchal de camp en 1843.

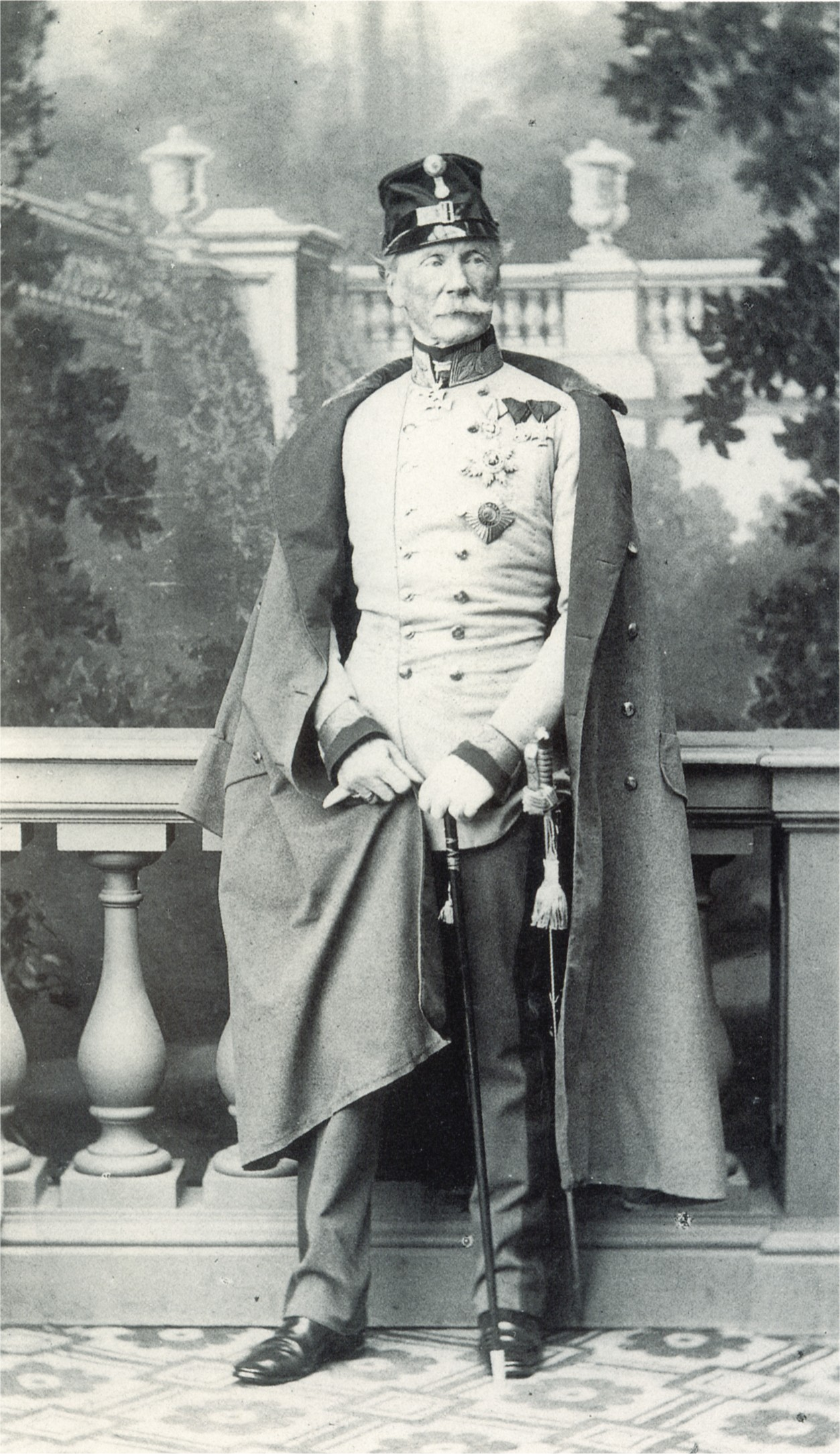
Heinrich Freiherr von Hess, Photographie par Ludwig Angerer (1860)

Après le déclenchement de la Révolution de 1848, Hess retourna aux côtés de Radetzky et pris la tête de l'état-major. Il signa en cette qualité l'armistice dit Salasco, du nom du général Salasco, du 8 août 1848, qui obligeait les troupes au Piémont à se replier derrière le Tessin. Lors de la campagne militaire qui suivit, Radetzky reconnut dans un ordre du jour la grande part qu'avait pris son chef d'état-major à la victoire de Novare. Hess a été alors nommé maître d'artillerie (Feldzeugmeister) et « chef effectif » de l'état-major, il fut introduit au Hofrat autrichien et reçut le titre de Freiherr.
Hess fut promu chef de l'état-major de l'ensemble de l'armée à la fin des années 1850. Dans les années qui suivirent, il participa à plusieurs missions militaires : par exemple à Varsovie, Saint-Pétersbourg ou Berlin. En 1854, lors de la Guerre de Crimée, il commanda les troupes autrichiennes stationnant en Galicie et en Transylvanie, et contraint les Russes à quitter les principautés du bord du Danube.
En 1859, Hess fut envoyé en Italie lors de la campagne d'Italie peu avant la bataille de Magenta, sans parvenir à imposer ses vues. Après la défaite de la bataille de Solférino, il fut contraint de signer l'armistice de Villafranca. De plus, il fut nommé Feld-maréchal puis commandant en chef de l'armée en Italie, et en 1860, à la suite de sa révocation en tant que chef de l'état-major, il devint capitaine de la Trabantengarde. En 1861, Hess fut appelé au parlement autrichien.
Il épousa en premières noces Katherina de Hess, puis en secondes noces, sa nièce Anna von Diller, la fille de sa sœur. Après la mort de ses cinq enfants, il adopta en 1854 Friedrich, son grand-neveu, dont les descendants répondent du nom de Hess-Diller. Heinrich Hermann Joseph baron de Hess mourut le 13 avril 1870 à Vienne, sa ville natale.

## Sources
- (de) Cet article est partiellement ou en totalité issu de l’article de Wikipédia en allemand intitulé « Heinrich von Heß » (voir la liste des auteurs).
- Notices d'autorité :   - VIAF
  - ISNI
  - LCCN
  - GND
  - Pologne
  - Tchéquie
  - WorldCat